# The Blackbyrds
Os The Blackbyrds foram um grupo de R&B e jazz-funk oriundo de Washington, D.C., nos Estados Unidos. O grupo era liderado pelo trompetista Donald Byrd, e tinha alguns de seus estudantes da Universidade de Howard. Uma das canções do grupo, "Rock Creek Park" (Parque Rock Creek) figurou na trilha sonora do jogo eletrônico Grand Theft Auto: San Andreas, mais precisamente na rádio Master Sounds 98.3.

## Discografia

### Álbuns de estúdios
- 1974: The Blackbyrds (Fantasy)
- 1974: Flying Start (Fantasy)
- 1975: City Life (Fantasy)
- 1975: Cornbread, Earl and Me (Trilha sonora) (Fantasy)
- 1976: Unfinished Business (Fantasy)
- 1977: Action (Fantasy)
- 1980: Better Days (Fantasy)
- 2012: Gotta Fly (K-Wes Indi Records)

### Coletâneas
- 1978: Night Grooves (Fantasy)
- 1989: Greatest Hits (Fantasy)
- 2007: Happy Music: The Best of The Blackbyrds (Fantasy FCD-30194-2)

### Singles
- "Do It, Fluid" (1974) - R&B #23, Pop #69
- "Walking in Rhythm" (1975) - R&B #4, Pop #6, Easy Listening #5, UK #23
- "Flyin' High" (1975) - R&B #22, Pop #70, Easy Listening #25
- "Happy Music" (1976) - R&B #3, Pop #19
- "Rock Creek Park" (1976) - R&B #37, Pop #93
- "Time Is Movin'" (1977) - R&B #15, Pop #95
- "Party Land" (1977) - R&B #30
- "Soft And Easy" (1977) - R&B #20
- "Supernatural Feeling" (1978) - R&B #19
- "What We Have Is Right" (1980) - R&B #38
- "Love Don't Strike Twice" (1981) - R&B #52
- "Dancin' Dancin" (1981) - Dance #59

Todos singles lançados pela gravadora Fantasy.